# 9686 Keesom
9686 Keesom (4604 P-L) là một tiểu hành tinh vành đai chính.